# Đuro III., kralj Velike Britanije i Irske
Đuro III., eng. George William Frederick (London, 4. lipnja 1738. – Berkshire, 29. siječnja 1820.), kralj Velike Britanije i Irske, vojvoda od Braunschweig-Lüneburg i elektor Hanovera od 25. listopada 1760. do 1. siječnja 1801. godine. Đuro III. je godine 1801. postao prvi kralj Ujedinjenog Kraljevstva Velike Britanije i Irske, te prvi kralj Hanovera 1814. godine. Bio je treći monarh iz dinastije Hanover i prvi koji je rođen na tlu Velike Britanije.

## Djetinjstvo
Đuro je rođen u Londonu kao najstariji sin Fridrika i Auguste, kraljevića i kraljevne od Walesa. U vrijeme njegovog rođenja Velikom Britanijom vladao je njegov djed, Đuro II. Rođen je kao nedonošče dva mjeseca prije vremena i nije se očekivalo da će poživjeti, pa je kršten istog dana kao Đuro William Frederick. Kada se uvidjelo da šanse za njegovo preživljavanje nisu toliko male, kršten je javno, 4. srpnja 1738. godine.
Đuro je vremenom izrastao u zdravo dijete, ali njegovi djed i baka su bili u lošem odnosu s ocem i nisu se zanimali za njegovu djecu. Godine 1751. njegov otac je umro od ozljede pluća, te je Đuro postao očekivani nasljednik svoga djeda. Đuro je naslijedio očevu titulu vojvode od Edinburgha, a djed ga je proglasio kraljevićem od Walesa tri tjedna kasnije, te se počeo zanimati za njega i njegovu braću i sestre. U proljeće 1756. Đuro je napunio osamnaest godina i djed mu je ponudio rezidenciju u palači St. James, ali on je, na nagovor majke i Johna Stuarta, 3. grofa od Bruta, odbio kraljevu ponudu. Đurina majka, tada već kraljevna udovica od Walesa, nije vjerovala svom svekru i svekrvi, te je željela sina držati dalje od njih.

## Brak
Godine 1759. Đuro se zanimao za Sarah Lennox, kćer vojvode od Richomnda, ali grof od Bruta nije se slagao s ovom unijom i Đuro je stoga nije oženio. Sljedeće godine Đuro je naslijedio krunu kada je njegov djed iznenada preminuo 25. listopada 1760. godine. Potraga za odgovarajućom mladenkom sada je bila u punom jeku.
Dana 8. rujna 1761. godine novi kralj upoznao je i oženio vojvotkinju Sofiju Šarlotu od Mecklenburg-Strelitza. Sljedeće večeri Đuro i Šarlota su okrunjeni u Westminsterskoj opatiji. Đuro nije nikada imao ljubavnice, što je bilo neobično za kraljeve toga doba, i par je uživao sretan brak. Imali su petnaestero djece - devet sinova i šest kćeri. Godine 1761. kralj je kupio buckinghamsku kuću kao obiteljsku vikendicu, a koju je njegova unuka Viktorija učinila službenom rezidencijom monarha.

## Vladavina
Iako su Đurin dolazak na prijestolje pozdravili političari iz svih stranaka, prve godine njegove vladavine bile su obilježene političkom nestabilnošću, uglavnom uzrokovanom neslaganjima po pitanju Sedmogodišnjeg rata. Đuro je pokazivao naklonost prema torijevcima, zbog čega je došao u sličan sukob s vigovcima kao i Karlo I. U svibnju 1762. godine Đuro je zamijenio vigovske ministre predvođene Thomasom Pleham-Hollesom torijevskim ministrima s Johnom Stuartom, koji nije bio član nijednog Doma parlamenta, na čelu. Stuartovi protivnici u svojoj kampanji širili su glasine o njegovoj aferi s kraljevom majkom, kraljevnom udovicom od Walesa, i širenjem anti-škotskog raspoloženja među Englezima. Godine 1763. završio je Sedmogodišnji rat i grof od Bruta je dao ostavku, dozvolivši vigovcima s Đurom Grenvillom na čelu da se vrate na svoje prijašnje funkcije.

### Nezadovoljstvo u kolonijama
Đuro III. 1763. godine je izdao kraljevski proglas kojim se ograničava širenje američkih kolonija prema zapadu. Glavni cilj proglasa bilo je natjerati kolonijaliste da kupuju zemlju od domorodaca i da tako smanje skupe ratove koji su se vodili oko teritorija. Proglas je, međutim, bio izuzetno nepopularan među kolonijalistima i na kraju je prouzročila još jedan sukob između njih i britanske vlade koji će na kraju dovesti do rata.
Kako su kolonijalisti uglavnom plaćali jako niske poreze, britanska vlada se ubrzo našla u nemogućnosti branjenja kolonija od domorodačkih ustanaka i mogućih napada Francuza. U međuvremenu su Đuri dosadili Grenvillovi pokušaji da smanji njegov autoritet i pravo na uživanje kraljevskih prerogativa, te je neuspješno pokušao nagovoriti Williama Pitta starijeg da prihvati mjesto premijera. Nakon kratke bolesti Đuro je otpustio Grenvillea i dozvolio Charlesu Watson-Wenthworthu, 2. markizu od Rockinghama, oformiti ministarstvo.
Watson-Wenthworth je, uz podršku Pitta, povukao nepopularne aktove koje je Grenville donio želeći povećati poreze u kolonijama, ali njegova vlada je bila slaba i 1766. godine zamijenjen je Pittom. Zbog nastojanja Pitta i kralja da ukinu nepopularni akt o povećanju poreza učinila su ih toliko popularnim među kolonijalistima da su oba dvojici podignute statue u New Yorku. Pitt se razbolio 1767. godine, dozvolivši Augustusu FitzRoyu, 3. vojvodi od Graftona, da preuzme vladu, iako ovaj nije formalno postao premijer sve do 1768. godine. Njegova vlada je prestala funkcionirati 1770. godine, pa su je ponovno preuzeli torijevci.
Vlada novog premijera, Fredericka Northa, lorda Northa, se uglavnom bila problemima oko nezadovoljstva u američkim kolonijama. Kako bi se ublažila situacija kolonijalistima, povučeni su svi porezi osim onoga na čaj, na kojem je kralj inzistirao. Godine 1773. grupa pobunjenika bacila je 45 tona čaja vrijednog oko 10.000 funti u more, u znak političkog prosvjeda, a taj događaj je ostao poznat kao Bostonska čajanka. U Britaniji se mišljenje o kolonistima pogoršalo i Pitt se složio s Northom da je bacanje čaja u Bostonsku luku bio "čisti kriminal". North je zatim uveo pravila koja nalažu šta je kolonijaslistima zabranjeno, Bostonska luka je bila zatvorena i izbori u Massachusettsu su bili ukinuti. Đurove nade tada su se centrirale na pronalaženje odgovarajućeg rješenja za situaciju u kolonijama.

### Američka revolucija
Američki rat za neovisnost započeo je oružanim sukobom Britanaca i kolonijalista u Novoj Engleskoj u travnju 1775. godine. Mjesec dana kasnije delegati iz Trinaest kolonija predložili su mirovni sporazum koji je u Londonu odmah odbijen, jer su oružani sukobi bili sve ćešći. Već sljedeće godine, u srpnju 1776. godine, kolonije su objavile svoju neovisnost i stvorile Sjedinjene Američke Države. Američka deklaracija o neovisnosti je bila dugačak popis optužbi protiv Đure III., koje su ga razbjesnile.
Britanci su u ratu zauzeli New York 1776. godine, ali veliki plan o napadu na Sjedinjene Američke Države iz Kanade pao je u vodu kada se britanski general, John Burgoyne, u bici kod Saratoge predao zajedno sa šest tisuća svojih vojnika.
Godine 1778. Francuska, veliki rival Britanaca, potpisuje sporazum o prijateljstvu sa Sjedinjenim Državama. Lord North je tražio od kralja da njegovu dužnost povjeri Pittu, kojeg je smatrao sposobnijim od sebe po tom pitanju, ali Đuro III. je to odbio – umjesto toga, predložio je da Pitt radi kao ministar u Northovoj vladi. Pitt je to odbio i umro iste godine. U trenutku njegove smrti Velika Britanija je bila u ratu s Francuskom, a 1779. već u ratu sa Španjolskom.
Đuro III. po svaku je cijenu želio nastaviti rat sa Sjedinjenim Državama usprkos savjetima svojih ministara. Granville Leveson-Gower, 1. markiz od Stafforda, i Thomas Thynne, 1. markiz od Batha, podnijeli su ostavku jer nisu željeli sudjelovati u tom ratu. North se slagao sa svojim kolegama ministrima i svoje mišljenje je dao do znanja kralju, ali je ostao na svojoj funkciji. Đuro III. je na kraju, međutim, shvatio da je beznadno pokušavati preosvojiti Ameriku, ali je ipak odbio priznati neovisnost Sjedinjenih Država i obećao da će voditi rat što je duže moguće. Njegov plan je bio da zadraži 30.000 vojnika u New Yorku, Rhode Islandu, Kanadi i Floridi, dok bi ostatak vojske bio čuvan za sukobe s Francuzima i Španjolcima. Također je planirao uništiti trgovačke luke i priobalne gradove, te okrenuti Indijance protiv kolonijalista. Očekivao je da će ovo ohrabriti rojaliste i podijeliti kongres, ali posljedice su bile upravo suprotne, a šanse za skori kraj rata izgubljene.
Godine 1781. vijesti o predaji Charlesa Cornwallisa, 1. markiza Cornwallisa, stigle su do Londona. Lord North je dao ostavku, ali je odvratio Đura III. od pomisli na abdikaciju. Đuro je priznao poraz i dozvolio početak mirovnih pregovora. Sporazum iz Pariza, kojim je Velika Britanija priznala neovisnost Sjedinjenih Američkih Država, i Sporazum iz Versaillesa, kojim je Florida predana Španjolskoj i vode Newfoundlanda Francuskoj, potpisani su 1783. godine. Kada je John Adams izabran za američkog ministra u Velikoj Britaniji Đuro je, neočekivano, izjavio da se veseli prijateljstvu sa Sjedinjenim Državama.

### Problemi s administracijom
S kolapsom Northove administracije 1782. godine, Charles Watson-Wentworth, 2. markiz od Rockinghama, postao je premijer po drugi put, ali je umro za samo nekoliko mjeseci. Kralj je zatim na mjesto premijera postavio Williama Pettya, 2. grofa od Shelburnea. Charles James Fox je odbio surađivati s Pettyem, te je predložio Williama Cavendish-Bentincka, 3. vojvodu od Portlanda, za premijera.
Godine 1783. Dom naroda je prisilio Pettya na ostavku, nakon čega je njegova vlada zamijenjena koalicijom Fox-North. Vojvoda od Portlanda je postao premijer, a Fox i North su dobili značajne pozicije u vladi i držali stvarnu moć, dok je Petty predstavljao njihovu marionetu.
Đuro III. je bio pod velikim stresom kada je bivao prisiljen postaviti za ministre ljude koji mu se nisu sviđali, ali Pettyevi ljudi su ubrzo postali većina u Domu naroda i nije ga bilo lako smijeniti. Nadalje, Đuro je bio veoma nezadovoljan kada je vlada uvela zakon kojim se politička moć u Indiji prebacuje iz Britanske istočnoindijske kompanije na parlementarne komisionare. Odmah nakon što je Dom naroda prihvatio prijedlog zakona, Đuro je preko Georgea Nugent-Temple-Grenvillea obavjestio sve plemiće koji su glasovali za zakon da će ih smatrati osobnim neprijateljima. Lordovi su odbili zakon, a tri dana kasnije Pettyeva vlada je bila otpuštena. William Pitt Mlađi je bio postavljen na funkciju premijera, a Nugent-Temple-Grenville za državnog tajnika. Temple je ubrzo bio prisiljen dati ostavku, nakon čega je vlada oslabila i izgubila svoju većinu. Parlament je ubrzo zatim bio raspušten, a naredni izbori dali su Pittu Mlađem nepovoljan mandat.

### Mandat Williama Pitta mlađeg
Za Đuru III., odabir Williama Pitta Mlađeg za premijera je bila velika pobjeda jer mu je dokazala da još uvijek drži velike ovlasti kao monarh i da može postaviti premijera bez uplitanja parlamenta. Preko Pitta i njegove vlade Đuro je bio u mogućnosti ostvariti mnoge svoje zamisli. Kako bi pomogao Pittu i njegovoj vladi Đuro je podijelio ogroman broj plemićkih titula i stvorio veliki broj plemića koji su zatrpali Dom lordova i omogućili Pittu da zadrži većinu. Đuro je tijekom Pittova mandata bio iznimno popularan u Velikoj Britaniji. Narod mu se divio, između ostalog, i zato što je bio vjeran svojoj supruzi, kraljici Šarloti, za razliku od njegovih prethodnika Hanoveraca. Postignut je veliki napredak u znanosti i industriji, a potaknute su i ekspedicije prema Tihom oceanu.

### Mentalna onesposobljenost
Međutim, Đurino zdravlje počinje propadati u ovom periodu. Počinje patiti od mentalne bolesti za koju se danas vjeruje da je bila porfirija. Godine 1765. prvi put je nakratko bio pogođen bolešću, ali duži period nastupio je u ljeto 1788. godine. Đuro je bio dovoljno priseban da otvori sjednicu parlamenta 25. rujna 1788. godine, ali mu se zdravstveno stanje u studenom iznenada pogoršalo i mogao je satima pričati bez prestanka. Tadašnji liječnici nisu mogli objasniti njegovo stanje, što je dovelo do mnogih glasina, od kojih jedna kaže da se rukovao s drvetom misleći da je to pruski kralj.
Đuro već sljedeće godine nije bio u stanju otvoriti sjednicu parlamenta - a prema starom pravilu koje važi i danas, parlament ne može funkcionirati ako ga ne otvori monarh. Iako teoretski za to nije imao ovlasti, parlament je počeo razmatrati mogućnost uvođenja regenta. U Domu naroda Charles James Fox je izjavio da sada sve suverene ovlasti pripadaju prijestolonasljedniku, kraljevom najstarijem sinu, Đuri, kraljeviću od Walesa. S druge strane, premijer William Pitt mlađi držao je drugačije mišljenje. On je vjerovao da pravo na izbor regenta ima samo parlament. Iako je vjerovao da bez parlamentarnog pristanka kraljević od Walesa ima jednako pravo na regenstvo kao i svaka druga osoba u kraljevstvu, William Pitt mlađi se s Charlesom Jamesom Foxom slagao da je Đuro najbolji za mjesto regenta.
Kraljević od Walesa, iako uvrijeđen od strane premijera Pitta, nije se slagao ni s Foxovom filozofijom. Njegov mlađi brat, vojvoda od Yorka, izjavio je da on ne će pokušavati preuzeti vlast bez odobrenja parlamenta. Pitt je objavio da će ovlasti princa od Velsa, ako ga se proglasi regentom, biti vrlo ograničene. Između ostalog, ne bi smio prodati kraljev posjed niti dati titulu (naslov) bilo kome osim kraljevom djetetu (odnosno svom bratu ili sestri). Kraljević se nije složio s Pittovim zamisilma. Dvije su se frakcije na kraju složile i postigle kompromis.
Važan tehnički nedostatak regentstva bio je taj što regent i dalje nije imao pravo otvoriti sjednicu parlamenta, bez čega je parlament bio u potpunosti nemoćan. Sjednice je uglavnom otvarao monarh, ali to su mogli učiniti i njegovi ili njeni predstavnici, poznati kao lordovi komisionari. Međutim, ni lordovi komisionari nisu mogli djelovati ako ne prime veliki pečat kraljevstva, a njega je mogao predati jedino suveren. Pitt i njegovi sljedbenici bili su spremni ignorirati posljednju prepreku, ali su se njihovom naumu oštro suprotstavili Edmund Burke i vojvoda od Yorka. Bez obzira na njihove primjedbe, 3. veljače 1789. godine parlament je otvorila grupa "ilegalnih" lordova komisionara. Zakon o regentstvu je predložen, ali kralj se oporavio prije nego što je mogao proći u parlamentu. Đuro III. je zatim retroaktivno ovlastio lordove komisionare i dao im pečat kraljevstva.
Nakon što je ozdravio popularnost Đure III. i njegovog premijera, Pitta Mlađeg, nastavila je rasti. Njegovoj popularnosti doprinio je humani i suosjećajni tretman mentalno oboljelih ljudi.

### Francuska revolucija
Francuska revolucija iz 1789. godine kojom je u Francuskoj bila zbačena monarhija zabrinula je mnoge britanske zemljoposjednike. Francuska je 1793. godine objavila rat Velikoj Britaniji, te je Đuro III. ovlastio Pitta da podigne poreze i okupi vojsku. Koliko god da je Velika Britanija bila spremna, Francuska je bila jača. Koalicija koja je ujedinila Veliku Britaniju, Austriju, Prusku i Španjolsku bila je poražena 1798. godine. Druga koalicija, koja je uključivala Veliku Britaniju, Austriju, Rusiju i Osmansko Carstvo bila je poražena 1800. godine. Velika Britanije je zadnja ostala u ratu s Napoleonom Bonaparteom, tada prvim konzulom Francuske Republike.
U ovom periodu James Hadfiled je, nevezano za političke okolnosti toga vremena, neuspješno pokušao izvršiti atentat na kralja pucavši u njega.
Nedugo nakon 1800. godine, kada su sukobi s Francuskom nakratko prekinuti, Pitt se mogao pobrinuti za ustanak koji je izbio u Irskoj još 1798. godine. Parlament je tada donio Akt o uniji iz 1800. godine, koji je 1. siječnja 1800. godine ujedinio Veliku Britaniju i Irsku u Ujedinjeno Kraljevstvo. Đuro je tada iskoristio priliku da odbaci titulu kralja Francuske koju je držao svaki kralj Engleske i Velike Britanije još od Edwarda III. Tada mu je bilo predloženo da se proglasi carem britanskih i hanoverskih dominiona, ali Đuro III. je odbio, pošto je smatrao titulu kralja, iako nižu, povijesno primjerenijom.
Kao dio svog djelovanja u Irskoj, Pitt je nakon ujedinjenja želio osloboditi rimokatolike nekih zakonskih prepreka. Đuro III. se nije slagao, rekavši da bi emancipacija katolika značila kršenje njegove krunidbene zakletve, prema kojoj je bio dužan braniti protestantizam.
Kako se suočio s neslaganjem s njegovim vjerskim reformama od strane kralja i većinske protestantske javnosti, Pitt je prijetio da će dati otkaz. Nedugo zatim Đuri se opet vratila porfirija, za što je on krivio zabrinutost za problem emancipacije katolika. Dana 14. ožujka 1801. godine Pitta je formalno zamijenio Henry Addington, Pittov blizak prijatelj, kojem je Pitt ostao osobni savjetnik. Za vrijeme Addingtonovoga mandata nije provedena skoro nijedna reforma, jer je nacija bila protiv svake ideje o reformi, bojeći se ponavljanja Francuske revolucije u Ujedinjenom Kraljevstvu. Iako su tražili pasivno ponašanje u Ujedinjenom Kraljevstvu, javnost je željela jaku reakciju u Europi, koju Addington nije potakao. U listopadu 1801. godine sklopljen je mir s Francuzima, a potpisan 1802. godine.

### Napoleonski ratovi
Đuro nije smatrao mir s Francuskom stvarnim, već ga je prije gledao kao pokušaj stvaranja mira. Već 1803. dvije nacije su opet bile u ratu jedna s drugom. Godine 1804. Đuro je opet bio onesposobljen porfirijom, a kada se oporavio saznao je da je Addington dosta nepopularan u narodu i da javnost priželjkuje Pitta nazad. Pitt je želio dodati Foxa svojoj vladi, ali Đuru se on nije sviđao jer je poticao kraljevića da vodi ekstravagantan i rastrošan život, što Đuro III. nije odobravao. Lord Grenville je to smatrao nepravdom prema Foxu, te se odbio pridružiti novoj vladi.
Pitt se koncentrirao na formiranje alijanse s Austrijom, Rusijom i Švedskom. Ova koalicija je doživjela istu sudbinu kao i prve dvije – doživjela je poraz 1805. godine. Napad na Ujedinjeno Kraljevstvo od strane Napoleona se činio sve vjerojatnijim sve do slavne pobjede lorda Nelsona u bici kod Trafalgara.
Problemi u Europi negativno su utjecali na Pittovo zdravlje. Pitt je umro 1806. godine, nakon čega je još jednom otvoreno pitanje ko će voditi vladu. Lord Grenville je postao premijer u vladi koja je uključivala i Foxa, kojeg je Đuro počeo prihvaćati. Nakon Foxove smrti u rujnu 1806. godine, Đuro i administracija su bili u otvorenom sukobu. Kako bi povećali broj vojnika, predložena je mjera koja bi omogućila katolicima da budu članovi svih rangova vojske. Đuro nije naredio samo da zaborave na tu mogućnost, već i da odustanu od svake pomisli na to u budućnosti. Ministri su pristali na prvi kraljev zahtjev, ali nisu mogli obećati za postupke u budućnosti. Godine 1807. svi su bili otpušteni i zamijenjeni vojvodom od Portlanda kao nominalnim premijerom, čije je stvarne ovlasti držao Spencer Perceval. Parlament je bio raspušten i naredni izbori dali su adminsitraciju snažnu većinu u Domu naroda. Ovo je bila posljednja od Đurovih velikih političkih odluka – zamijena vojvode od Portlanda Percevalom 1809. godine bila je od malog značaja.

### Kasni život i smrt
Godine 1810. Đuro je bio na vrhuncu svoje popularnosti, ali već skoro potpuno slijep i bolovima od reumatizma, te teško bolestan. Smatra se da je njegovo slabo zdravlje uzrokovala smrt njegovog najmlađeg djeteta, kraljevne Amelije. Priznao je da mu je potreban regent, pa je njegov najstariji sin ostao regent do kraja njegovog života. Do kraja 1811. godine Đuro III. je bio potpuno mentalno nesposoban i nikada se više nije oporavio. Živio je zatvoren u dvorcu Windsoru do kraja života.
Spencer Perceval je bio ubijen 1812. godine, kao jedini britanski premijer koji je doživio tu sudbinu. Zamijenio ga je Robert Banks Jenkinson, 2. grof od Liverpoola. Bečki kongres donio je teritoriju Hanoveru, pa je kraljević smatrao prigodnim da u tom trenutku Hanover uzdigne od nivoa elektorata na nivo kraljevstva.
U međuvremenu Đurovo zdravstveno stanje se naglo pogoršalo. Potpuno je bio izgubio vid i polako gubio sluh. Nikada nije saznao da je postao kralj Hanovera 1814. godine, niti da je izgubio suprugu 1818. godine. Na Božić 1819. godine pričao je neprekidno 58 sati besmislice. Posljednjih nekoliko tjedana nije mogao hodati. Đuro III. je umro 29. siječnja 1820. godine u dvorcu Windsor, sa svojim najdražim sinom, vojvodom od Yorka, pored postelje. Naslijedio ga je sin, do tada njegov regent, koji je postao Đuro IV. od Ujedinjenog Kraljevstva. Samo šest dana prije njega umro mu je sin, vojvoda od Kenta, čija je kćer, Viktorija, bila posljednji monarh iz dinastije Hanover.
U trenutku smrti Đuro III. je imao 81 godinu i 239 dana starosti, a vladao je 59 godina i 96 dana - i njegov život i njegova vladavina bili su duži nego životi i vladavine prethodnih engleskih, škotskih i britanskih vladara. Njegovo mjesto najduže je preuzela njegova unuka, Viktorija od Ujedinjenog Kraljevstva, a kasnije je poziciju najstarijeg vladara preuzela Đurina prapraprapraunuka, Elizabeta II.
| Prethodnik Đuro II. | Kralj Velike Britanije i Irske kasnije kralj Ujedinjenog Kraljevstva | Nasljednik Đuro IV. |